# D.I.Y. (Lied)
D.I.Y. ist ein Lied des britischen Pop-Rock-Musikers Peter Gabriel aus dem Jahre 1978. Es erschien auf seinem zweiten Soloalbum Peter Gabriel (Scratch).

## Entstehung und Veröffentlichung
D.I.Y. wurde bereits 1977 von Peter Gabriel erstmals als Instrumentalstück live auf Konzerten gespielt. Das Lied wurde von Peter Gabriel geschrieben, von Robert Fripp produziert und während der zweiten Albumsessions aufgenommen, die in den Relight Studios, Hilvarenbeek, Noord-Brabant, Niederlande und The Hit Factory in New York stattfanden.
Der Song wurde am 22. Mai 1978 als Single mit dem Titel Perspective vom gleichen Album als B-Seite veröffentlicht. Eine neu aufgenommene Version von D.I.Y. wurde im September 1978 von Charisma Records herausgegeben, mit Mother of Violence und Me And My Teddy Bear (auch bekannt als Teddy Bear) als B-Seite. Diese zweite Singleveröffentlichung verkaufte sich nicht besser als die ursprüngliche Originalversion. Die Neuaufnahme von D.I.Y. mit Bläsern und einem zusätzlichen Refrain wurde später in das Kompilations-Alben Flotsam and Jetsam aus dem Jahr 2019 aufgenommen. Zuvor wurde D.I.Y. bereits auf der Kompilation Hit von 2003 (auf der Disc 2 der UK-Edition) veröffentlicht.
Als Live-Version wurde D.I.Y. auf dem Livealbum Plays Live am 9. Juni 1983 veröffentlicht.

## Inhalt und Bedeutung
Das Akronym D.I.Y. steht für „Do it yourself“, was damals die im Vereinigten Königreich vorherrschende Haltung der Selbstversorgung widerspiegelte.
Peter Gabriel schrieb das Lied D.I.Y. als Reaktion auf einige der damals aufstrebenden Bands, wie den Sex Pistols. Anstatt die stilistischen Entscheidungen dieser Künstler originalgetreu nachzuahmen, entschied sich Gabriel stattdessen dafür, den Geist dieser Musik durch ein akustisches Arrangement einzufangen.
Gabriel sagte, dass es in dem Lied nicht um seinen Abschied von der Band Genesis ging. Die Liedtexte basierten vielmehr teilweise auf der Idee, dass Menschen, denen es an Autonomie mangelt, zu wenig Erfüllung und Zufriedenheit besitzen. Er erklärte auch, dass das Lied andere dazu ermutige, die Initiative zu ergreifen, um eigene Ergebnisse zu verwirklichen. „Man trägt Verantwortung für viel mehr, als die meisten Menschen bereit sind zu akzeptieren. Ich glaube an kleine Gruppen von Menschen, die viel mehr Kontrolle über sich selbst haben als heute.“

## Musik
Die Musik von D.I.Y. verfügt über ein Midtempo-Arrangement mit Begleitung von Schlagzeug, Chapman Stick, Akustikgitarre, Mandoline und Piano, wobei letzteres an verschiedenen Stellen des Liedes eine Reihe aufsteigender chromatischer Tonleitern spielt.
Während bestimmte musikalische Arrangements auf Gabriels Album von 1978 von seiner Begleitband entwickelt wurden, hatte Gabriel bereits das primäre Riff für D.I.Y. vor der offiziellen Präsentation des Songs vor dem Rest der Band erstellt. Der Refrain besteht aus der Wiederholung des Liedtitels, wobei eine zusätzlich bearbeitete Stimme das Akronym „do it yourself“ buchstabiert. Gabriel äußerte später eine gewisse Enttäuschung über den Gesang in dem Lied und glaubte, dass dieser nicht so „leicht“ sei, wie er gehofft hatte. Er führte dies auf die kreativen Entscheidungen von Robert Fripp zurück, der eine weniger bearbeitete Produktion anstrebte und Gabriel dazu ermutigte, einige Gesangsaufnahmen zu verwenden, die bereits zu Beginn des Aufnahmeprozesses aufgenommen wurden.

## Artwork
Das Artwork für das Cover der Single-Veröffentlichung wurde von Peter Christopherson bei Hipgnosis erstellt.

## Mitwirkende

### Musiker
- Todd Cochran (=Bayeté Umbra Zindiko) – Piano, Synthesizer, Elektronisches Piano
- Larry Fast – Synthesizer
- Peter Gabriel – Hauptgesang, Begleitgesang, Piano
- Sid McGinnis – E-Gitarre, Akustische Gitarre, Mandoline, Lap-Steel-Gitarre, Begleitgesang
- Tony Levin – Chapman Stick
- Jerry Marotta – Schlagzeug

### Technisches Personal
- Richard Chappell – Toningenieur
- Peter Christopherson at Hipgnosis[1] – Coverartwork, Fotografie, Design
- Tony Cousins – Remastering
- Larry Fast – Bearbeitung
- Michael Getlin – Toningenieur
- Edel Griffith – Assistenz-Toningenieurin
- Richard Macphail – Koordinierung
- Robert Fripp – Musikproduzent
- Peter Gabriel – Songwriter
- Albert Lawrence – Techniker der Ausrüstung
- Susie Millns – Design-Koordinatorin
- David Price – Techniker der Ausrüstung
- Dan Roe – Assistenz-Toningenieur
- Michael Ruffo – Assistenz-Toningenieur
- Steve Short – Toningenieur
- Mic Smith – Einführung, Recherche
- Ed Sprigg – Toningenieur
- Steve Tayler – Toningenieur

## Rezeption

### Rezensionen
Die Chicago Sun-Times schrieb, dass D.I.Y. einer der wenigen Höhepunkte von Gabriels gleichnamiger Veröffentlichung im Jahr 1978 sei. Auch der Rolling Stone lobte den Song und bezeichnete ihn als „gute Rocknummer“. Der Rolling Stone Album Guide beschrieb das Lied als „ein Paian auf selbstproduzierten Punk“, das „in der Post-Napster-Welt besonders vorausschauend“ sei. Robert Christgau von The Village Voice bezeichnete D.I.Y. als „Hardrock-Meilenstein in einem Hardrock-Jahr“.
In seinem Buch Without Frontiers: The Life and Music of Peter Gabriel verglich der Autor Daryl Easlea das Lied D.I.Y. mit Gabriels Leadsingle Solsbury Hill seines Debütalbums Peter Gabriel (Car) und fügte hinzu, dass es „ein weiteres Plädoyer für Unabhängigkeit“ sei, das „das Do-it-yourself-Ethos der New-Wave-Bewegung“ heraufbeschwöre. Der Autor Graeme Scarfe war jedoch kritischer und meinte, dass dem Lied „der Charme von ‚Solsbury Hill‘ fehlt“.